# Honda Indy 200 2009
Honda Indy 200 2009 var ett race som var den trettonde deltävlingen i IndyCar Series 2009. Racet kördes den 9 augusti på Mid-Ohio Sports Car Course. Scott Dixon blev förste förare till tjugo vinster i IndyCar Series efter en sublim och felfri insats. Dixon körde om Justin Wilson efter en tredjedel av tävlingen, och höjde därefter tempot och var en halvminut före tvåan Ryan Briscoe i mål. Dario Franchitti slutade trea. 

## Slutresultat
| Plats | Förare            | Team                     | Grid | Kvaltid  |
| ----- | ----------------- | ------------------------ | ---- | -------- |
| 1     | Scott Dixon       | Chip Ganassi Racing      | 3    | 1.07,023 |
| 2     | Ryan Briscoe      | Team Penske              | 1    | 1.06,681 |
| 3     | Dario Franchitti  | Chip Ganassi Racing      | 6    | 1.07,379 |
| 4     | Ryan Hunter-Reay  | A.J. Foyt Enterprises    | 7    | 1.07,236 |
| 5     | Hideki Mutoh      | Andretti Green Racing    | 11   | 1.07,669 |
| 6     | Marco Andretti    | Andretti Green Racing    | 13   | 1.08,177 |
| 7     | Paul Tracy        | KV Racing Technology     | 10   | 1.07,612 |
| 8     | Graham Rahal      | Newman/Haas Racing       | 4    | 1.07,064 |
| 9     | Raphael Matos     | Luczo Dragon Racing      | 15   | 1.08,231 |
| 10    | Tony Kanaan       | Andretti Green Racing    | 8    | 1.07,508 |
| 11    | Oriol Servià      | Newman/Haas Racing       | 14   | 1.08,431 |
| 12    | Hélio Castroneves | Team Penske              | 5    | 1.07,180 |
| 13    | Justin Wilson     | Dale Coyne Racing        | 2    | 1.06,700 |
| 14    | Robert Doornbos   | HVM Racing               | 18   | 1.08,573 |
| 15    | Ernesto Viso      | HVM Racing               | 9    | 1.07,571 |
| 16    | Dan Wheldon       | Panther Racing           | 17   | 1.08,817 |
| 17    | Ed Carpenter      | Vision Racing            | 21   | 1.09,714 |
| 18    | Richard Antinucci | Team 3G                  | 19   | 1.08,851 |
| 19    | Danica Patrick    | Andretti Green Racing    | 12   | 1.07,744 |
| 20    | Mike Conway       | Dreyer & Reinbold Racing | 16   | 1.08,549 |
| 21    | Milka Duno        | Dreyer & Reinbold Racing | 20   | 1.14,537 |